# Giraudia leucopsis
Giraudia leucopsis là một loài tò vò trong họ Ichneumonidae.